# 童家镇 (乐至县)
童家镇，是中华人民共和国四川省资阳市乐至县下辖的一个乡镇级行政单位。2019年12月，将原放生乡放生社区、应龙村、北门村、龚家湾村、金龙村、太平寨村、名井村、清溪村、星桥村、大龙沟村、青海寺村、八洞桥村、李木桥村、座牛堂村、甘家店村、黄泥店村、团福村所属行政区域划归童家镇管辖。童家镇安乐村、群乐村、石板垭村、打鼓庙村、徐家桥村、黄岭铺村、刘痣垭村所属行政区域划归天池街道管辖。

## 行政区划
童家镇下辖以下地区：
童家社区、万寿寺村、白果村、团结村、谭家沟村、福果村、八角寺村、双祠村、白布村、童家村、乐善村、伍家寨村、龙源村、建全村、五通桥村、陈家祠村、大神庙村、吴家祠村、大石沟村、李家寨村、张家祠村、玉龙桥村、石板垭村、群乐村、徐家桥村、黄岭铺村、刘痣垭村、太平桥村、打鼓庙村、天福村、安乐村、骑龙村、涌泉村和狮子山村。
2019年12月调整后，童家镇辖童家社区、放生社区、白果村、团结村、谭家沟村、福果村、八角寺村、双祠村、白布村、童家村、乐善村、伍家寨村、龙源村、建全村、五通村、玉龙桥村、太平村、天福村、陈家祠村、大神庙村、吴家祠村、大石沟村、李家寨村、张家祠村、骑龙村、涌泉村、狮子山村、万寿寺村、应龙村、北门村、龚家湾村、金龙村、太平寨村、名井村、清溪村、星桥村、大龙沟村、青海寺村、八洞桥村、李木桥村、座牛堂村、甘家店村、黄泥店村、团福村所属行政区域。